# Cezar Dyczyński
Cezar Adamowicz Dyczyński, właśc. Celestyn Adamowicz Dyczyński (ros. Цезарь Адольфович (Целистин Адамович) Дычинский, ur. 2 września?/15 września 1904 w Szepetówce, zm. 21 lipca 1998 w Rostowie nad Donem) – był radzieckim agronomem i dyrektorem sowchozu uhonorowanym tytułem Bohatera Pracy Socjalistycznej (1949).

## Życiorys
Urodził się w rodzinie ukraińskich Polaków. Po ukończeniu szkoły pracował w gospodarce leśnej, później skończył trzyletnie kursy agronomów. Podczas II wojny światowej służył w Armii Czerwonej na Zakaukaziu, skończył kursy średniej kadry dowódczej, w 1944 jako specjalista od gospodarki rolnej został zdemobilizowany na rozkaz Stalina. Pracował jako agronom w sowchozie zbożowym w rejonie kagalnickim (obwód rostowski), podczas tej pracy wprowadził tam zaawansowane techniki rolnicze i przyczynił się do znaczącego wzrostu plonów. Od 1949 do 1960 był dyrektorem sowchozu w rejonie kagalnickim, następnie 1960-1965 przewodniczącym kołchozu w tym rejonie, a 1965-1977 dyrektorem sowchozu zbożowego w rejonie kagalnickim, w 1977 przeszedł na emeryturę.

## Odznaczenia
- Medal Sierp i Młot Bohatera Pracy Socjalistycznej (5 marca 1949)
- Order Lenina (5 marca 1949)
- Order Czerwonego Sztandaru Pracy (3 kwietnia 1948)

I inne.